# Pupa tessellata
Pupa tessellata är en snäckart. Pupa tessellata ingår i släktet Pupa och familjen Acteonidae. Inga underarter finns listade i Catalogue of Life.